# فرامند هاشمی‌زاده
فرامند هاشمی‌زاده (زاده ۱ فروردین ۱۳۳۲ اهواز) سیاست‌مدار ایرانی است، وی در دوره پنجم مجلس شورای اسلامی به‌عنوان نماینده اهواز، از استان خوزستان، در مجلس حضور داشت. او در فاصله سال‌های ۱۳۶۷ تا ۱۳۷۴ شهردار اهواز بود.